# Effet Kondo

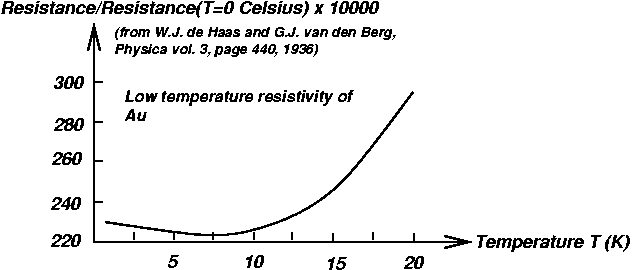
Effet Kondo : comment de l'or contenant une petite quantité de probables impuretés de fer se comporte à basse température.

Pour les articles homonymes, voir Kondō.
L'effet Kondo désigne le comportement particulier de certains conducteurs électriques à basse température. La résistivité des solides comme les métaux diminue généralement avec la température, pour se stabiliser vers une valeur constante. Dans certaines conditions, il est possible de modifier le comportement de ces matériaux en y ajoutant des impuretés magnétiques (alliage magnétique dilué), on observe alors qu'en dessous d'une température TK, pouvant varier de quelques kelvins à plusieurs centaines selon l'alliage, la résistance du matériau dopé augmente à nouveau. L'effet Kondo désigne cette augmentation de la résistance à basse température.

## Théorie
La dépendance de la résistivité {\displaystyle \rho } à la température {\displaystyle T}, comprenant l'effet Kondo, s'écrit :
{\displaystyle \rho (T)=\rho _{0}+aT^{2}+c_{m}\ln {\frac {\mu }{T}}+bT^{5},}
où {\displaystyle \rho _{0}} est la résistivité résiduelle, le terme {\displaystyle aT^{2}} représente la contribution du liquide de Fermi et le terme {\displaystyle bT^{5}} provient des vibrations du réseau : {\displaystyle a}, {\displaystyle b}, {\displaystyle c_{m}} et {\displaystyle \mu } sont des constantes indépendantes de la température. Jun Kondo dériva le troisième terme avec une dépendance logarithmique à la température et une dépendance à la concentration observée expérimentalement.

## Introduction et historique
L’effet Kondo a été observé pour la première fois dans les années 1930, lors de l’étude des propriétés de transport de certains métaux, comme la résistivité pour laquelle un minimum a été mesuré à une température finie.
Depuis, l'effet Kondo a été observé dans de nombreux matériaux et nano-composants électroniques, tels que les alliages constitués d'atomes de terres rares (appelés fermions lourds), les semi-conducteurs magnétiques (en), les boîtes quantiques, ou les transistors moléculaires dans un régime dit de « blocage de Coulomb ».
Les travaux de Jacques Friedel dans les années 1950, suivis par ceux de Philip Warren Anderson, ont permis au physicien japonais Jun Kondō d’introduire en 1964 un modèle d'interaction électron-impureté permettant d'expliquer la hausse de résistivité en {\displaystyle -\ln T} par une théorie de perturbation au second ordre. Cependant, une telle augmentation de résistivité due à une seule impureté ne peut se poursuivre jusqu'au zéro absolu, ce qui indique qu'un traitement non-perturbatif devient nécessaire à suffisamment basse température.

## Le modèle Kondo à une seule impureté
Le modèle Kondo décrit l’interaction antiferromagnétique ou ferromagnétique  locale entre une impureté magnétique représentée par un spin quantique et une bande d’électrons de conduction. La densité d'états au niveau de Fermi est supposée non-nulle et finie.
À haute température, lorsque le couplage Kondo est faible devant les énergies caractéristiques de la bande de conduction, il peut être traité comme une perturbation. Celle-ci induit de fortes corrélations entre les électrons, et conduit à une augmentation de la résistivité lorsque la température diminue. Cependant, le développement perturbatif obtenu par Kondo fournit une divergence logarithmique non physique de la résistivité à température nulle. Les travaux de P. W. Anderson, puis ceux de K. G. Wilson ont mis en évidence l’apparition dynamique d’une échelle de température, appelée température de Kondo, marquant un passage vers un régime de couplage fort.
Le cas le plus simple est celui d'une impureté de spin -1/2 interagissant avec une bande unique au niveau de Fermi. Le groupe de renormalisation permet de montrer que dans le cas antiferromagnétique l'interaction effective électron-impureté est marginalement essentielle et diverge à basse température, entraînant la formation d'un singulet local entre le spin des électrons de la bande de conduction et celui de l’impureté, appelé nuage de Kondo. Ce nuage agit sur les électrons non liés comme un potentiel effectif local produisant la résonance d'Abrikosov-Suhl et la saturation de la résistance à basse température. Il existe une limite particulière anisotrope du modèle Kondo, appelée point de Toulouse, pour laquelle le modèle se ramène à un niveau résonant couplé à une bande de conduction.
La théorie de Landau des liquides de Fermi explique les propriétés universelles observées pour la plupart des métaux, qui se comportent à basse température comme des systèmes de fermions avec une faible interaction résiduelle. Une adaptation de cette théorie (appelée liquide de Fermi local)  a permis à Philippe Nozières de fournir une description simple de l’effet Kondo. Dans le cas ferromagnétique, au contraire, l'interaction Kondo est marginalement inessentielle et tend vers zéro avec la température. La décroissance logarithmique de l'interaction produit un état non-liquide de Fermi local. Dans les années 1980, il a été montré que le modèle de Kondo était Intégrable par l'ansatz de Bethe,, ce qui a permis d'obtenir exactement toutes ses grandeurs thermodynamiques.
Le modèle Kondo multicanal, introduit par Nozières et Blandin prend en compte le cas où {\displaystyle N} bandes peuvent interagir avec une impureté de spin {\displaystyle S}. Dans le cas antiferromagnétique, lorsque le spin {\displaystyle S=N/2}, l'impureté est exactement écrantée. Lorsque {\displaystyle S>N/2}, l'impureté est sous écrantée, et à basse température tout se passe comme s'il y avait une impureté de spin {\displaystyle S-N/2} couplée ferromagnétiquement aux électrons de conduction. Lorsque {\displaystyle S<N/2}, l'impureté est sur-écrantée. Si l'interaction Kondo est la même pour toutes les bandes, il se forme un non-liquide de Fermi local. Autrement, l'impureté est exactement écrantée par les {\displaystyle 2S} bandes avec lesquelles elle est la plus fortement couplées, et elle se découple des {\displaystyle (N-2S)} bandes restantes.
D’autres modèles assez proches du modèle Kondo permettent aussi de tenir compte des corrélations locales entre une impureté magnétique et une bande de conduction. Ainsi, le modèle Kondo est en réalité un cas particulier du modèle d'impureté d'Anderson, qui décrit l’hybridation, entre une bande d’électrons de conduction et une orbitale localisée doublement dégénérée, dont l’occupation est contrôlée par la répulsion coulombienne et le niveau énergétique de l’orbitale.
Schrieffer et Wolf ont montré par une transformation canonique (en)  que  quand la répulsion coulombienne et le niveau énergétique de l’orbitale localisée sont grands devant les autres paramètre de modèle, le modèle d'impureté d'Anderson se réduit au modèle Kondo. L’occupation de l'orbitale localisée  est alors constamment fixée à un électron, qui devient le moment magnétique local du modèle Kondo. Le modèle de Coqblin-Schrieffer fournit une généralisation du modèle Kondo, permettant de tenir compte de la forte dégénérescence orbitale de certaines impuretés. Ce modèle est également intégrable.

## L'effet Kondo à plusieurs impuretés
Les systèmes Kondo sont généralement constitués de plusieurs impuretés magnétiques.
Lorsque celles-ci sont isolées, les électrons de conduction forment avec chacune un état singulet, et constituent des nuages Kondo indépendants. Cette situation caractérise des systèmes pour lesquels les atomes magnétiques sont en faible concentration. Lorsque la densité d’impuretés augmente, des corrélations peuvent apparaître entre les différents systèmes Kondo locaux.
Un premier exemple, relevé par Doniach, est l’apparition de corrélations magnétiques entre les impuretés, portées par les électrons de conduction. Elles sont appelées interactions de Ruderman-Kittel-Kasuya-Yoshida (RKKY), en raison de leur similitude avec les interactions entre les spins des noyaux atomiques.
En comparant cette énergie avec la température de Kondo, Doniach a prédit l’existence d’une transition entre un état de type Kondo et un état ordonné magnétiquement (généralement antiferromagnétique ou verre de spin).
Un autre exemple de corrélation entre plusieurs impuretés Kondo est le problème de l’épuisement électronique, soulevé par Nozières.
Lorsque la distance entre les moments magnétiques est inférieure à la taille de chaque nuage, l’effet Kondo n’est plus local, et il peut conduire à une forte diminution de l’énergie de cohérence du liquide de
Fermi. Cette diminution devrait être d’autant plus importante que le nombre d’électrons de conduction est faible devant le nombre de moments magnétiques.